# Veerhuis (Varik)
Het Veerhuis in het dorp Varik in de Nederlandse provincie Gelderland was oorspronkelijk in gebruik als veerhuis: een combinatie van café, wachtgebouw en woning voor de veerschipper.
Kunstschilder, graficus, fotograaf, beeldhouwer, schrijver en filosoof Pieter Kooistra (1922 - 1998) kocht het Veerhuis in 1972 en gebruikte het tot zijn dood als woonhuis en atelier. Hij was de bedenker van de kunstuitleen en grondlegger van de Stichting UNO-inkomen voor alle mensen, waarin hij vorm wilde geven aan een zichzelf financierend mondiaal basisinkomen, gebaseerd op een complementair geldstelsel. Hij financierde zijn ideeën met de verkoop van zijn kunst. Bij zijn overlijden liet hij het Veerhuis en een collectie kunstobjecten na aan de Stichting UNO-inkomen, die zijn plannen verder moest uitwerken.
Beheerder van de nalatenschap was Henry Mentink. Hij startte met Kunst met koffie maar moest de uitvoering van de plannen door omstandigheden geruime tijd staken. Het Veerhuis werd verkocht, gerestaureerd en enige tijd geëxploiteerd als horecagelegenheid. In 2015 werd het met behulp van crowdfunding teruggekocht door de nieuwe stichting UNO Foudation onder leiding van Henry Mentink.

## Nieuwe economie
Mentinks eerste actie was om in het Veerhuis een Village Trade Center op te zetten dat het dorp een nieuwe impuls geeft, waar vrijwilligers producten uit het dorp verkopen en de opbrengst ten goede komt aan het dorp. Zijn ambitie is dat het Veerhuis een internationale broedplaats wordt voor de nieuwe economie. Dit sluit ook aan bij de ambities van Pieter Kooistra. De Nederlandse afdeling van de Club van Boedapest heeft haar basis in het Veerhuis. Als member van de Club van Boedapest haalt Mentink vooraanstaande leden van de Club van Boedapest erheen om hun kennis te delen en een internationale ontmoetingsplek te creëren. Via de Stichting Ecodorpen Netwerk, die er ook haar basis heeft, is het Veerhuis verbonden met het Global Ecovillage Network. De Embassy of the Earth van Frank Heckman gebruikt het Veerhuis als ambassade. Ambassadeur van het Veerhuis is Herman Wijffels.

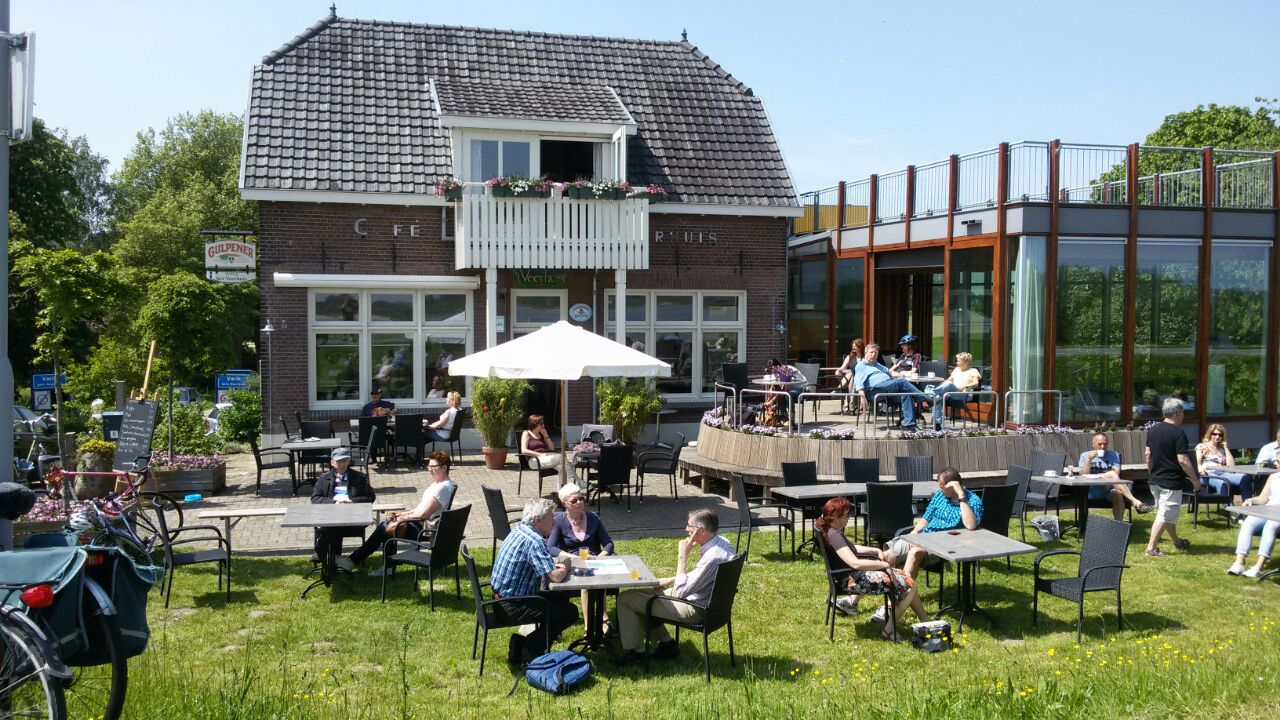
Het Veerhuis in de zon
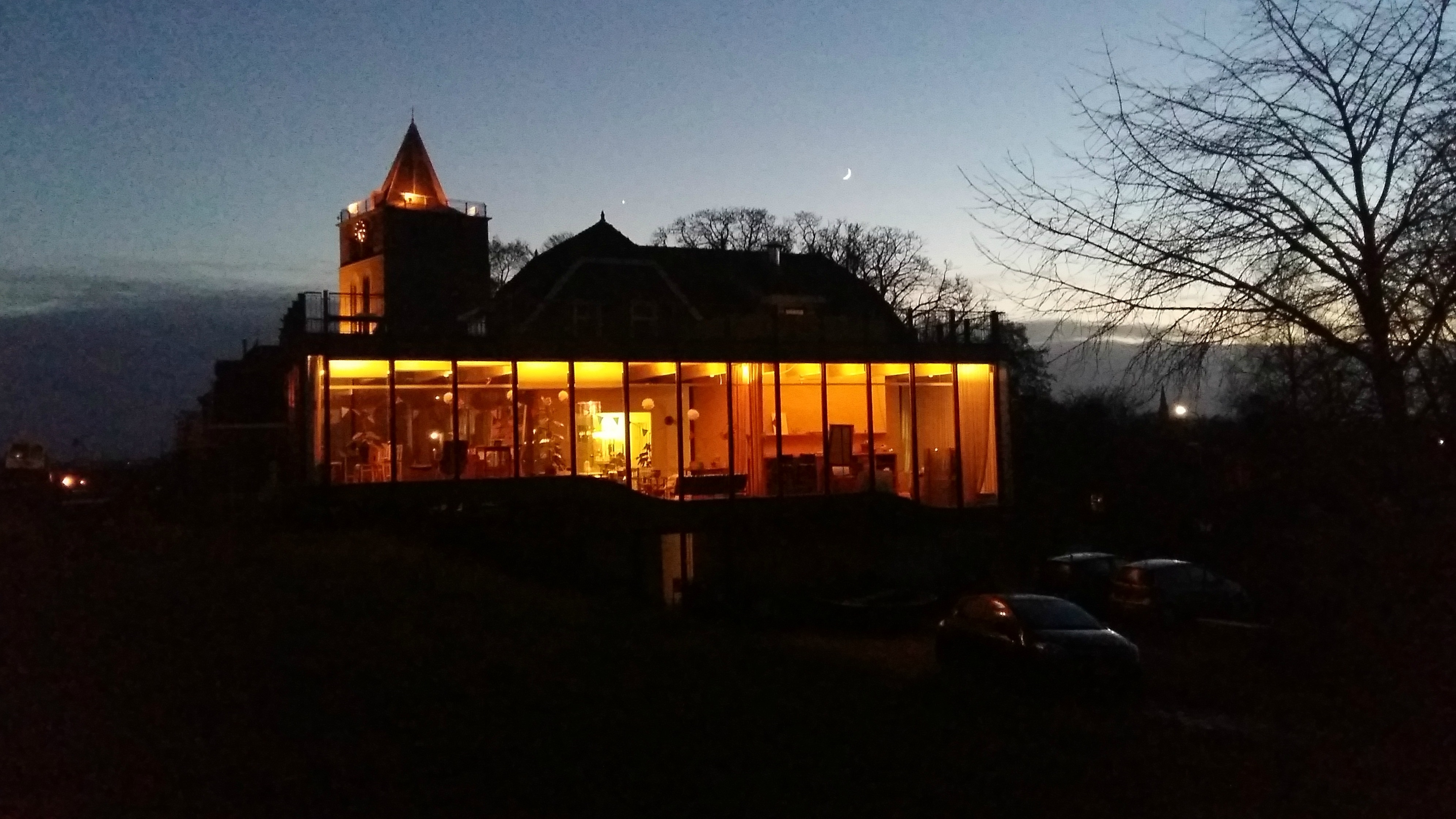
Het Veerhuis op een winteravond
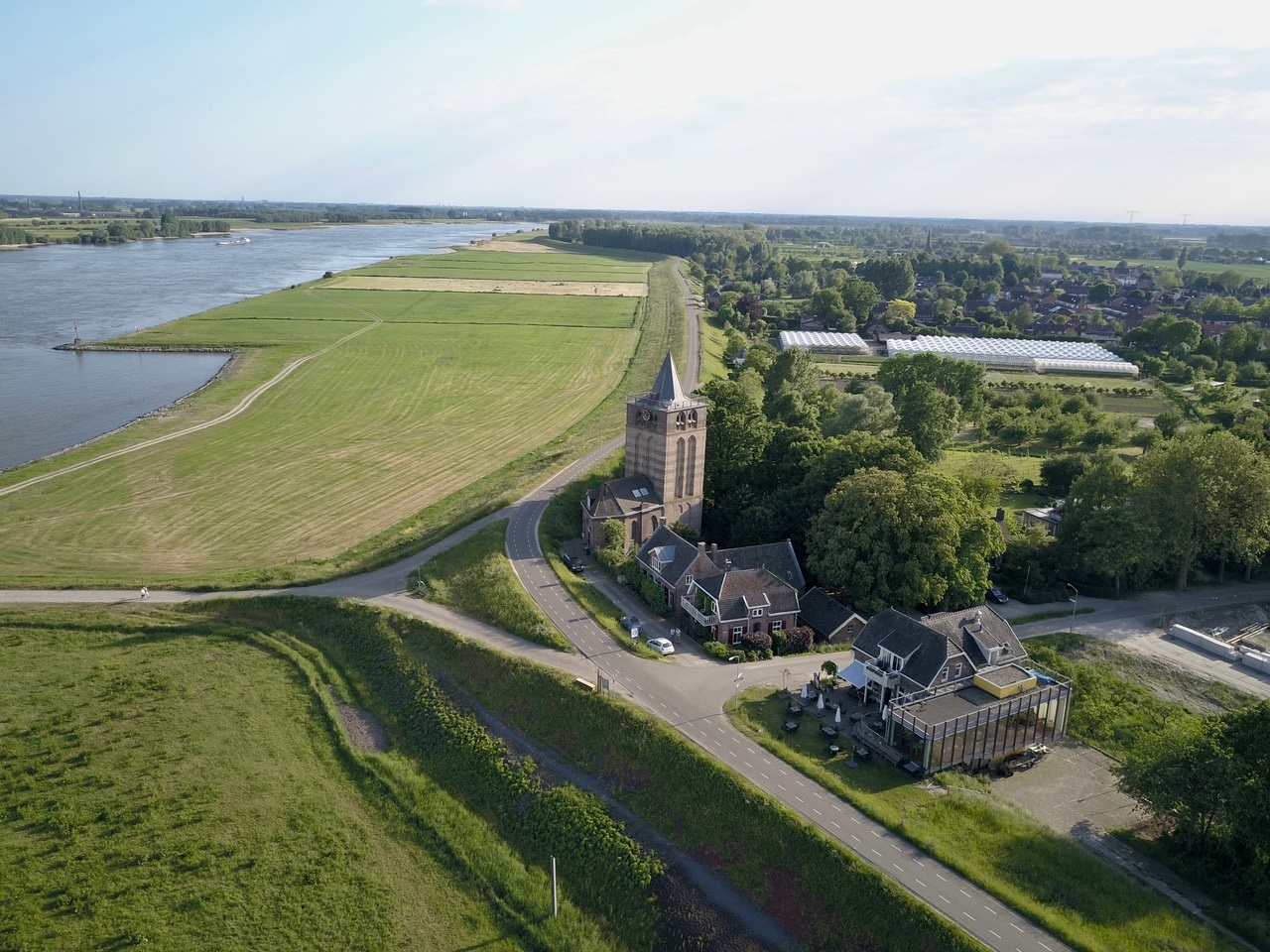
Het Veerhuis (rechtsonder) en de "Dikke Toren" van Varik